# Europe '72
Europe '72 är ett musikalbum av Grateful Dead som lanserades 1972 på Warner Bros. Records. Albumet är inspelat live under konserter som gruppen gjorde under sin europeiska turné 1972, och det släpptes ursprungligen som trippel-LP. Skivan innehåller många låtar som då ännu inte släppts på något av gruppens studioalbum, men även liveinspelningar av mer välkända låtar från gruppen så som "Truckin' " och "Sugar Magnolia". Inspelningen av "Sugar Magnolia" släpptes även som singel och nådde plats 91 på Billboard Hot 100-listan. Albumet var det sista där originalmedlemmen Ron McKernan medverkade.

## Låtlista
(kompositör inom parentes)
1. "Cumberland Blues" (Jerry Garcia, Robert Hunter, Phil Lesh) - 5:47
2. "He's Gone" (Garcia, Hunter) - 7:12
3. "One More Saturday Night" (Bob Weir) - 4:45
4. "Jack Straw" (Hunter, Weir) - 4:46
5. "You Win Again" (Hank Williams) - 3:54
6. "China Cat Sunflower" (Garcia, Hunter) - 5:33
7. "I Know You Rider" (trad., arr. The Grateful Dead) - 4:55
8. "Brown-Eyed Woman" (Garcia, Hunter) - 4:55
9. "Hurts Me Too" (Elmore James) - 7:18
10. "Ramble On Rose" (Garcia, Hunter) - 6:09
11. "Sugar Magnolia" (Hunter, Weir) - 7:04
12. "Mr. Charlie" (Hunter, Ron "Pigpen" McKernan) - 3:40
13. "Tennessee Jed" (Garcia, Hunter) - 7:13
14. "Truckin'" (Garcia, Hunter, Lesh, Weir) 	13:08
15. "Epilogue" (Garcia, Donna Jean Godchaux, Keith Godchaux, Bill Kreutzmann, Lesh, McKernan, Weir) - 4:33
16. "Prelude" (Garcia, Donna Jean Godchaux, Keith Godchaux, Kreutzmann, Lesh, McKernan, Weir) - 8:08
17. "Morning Dew" (Bonnie Dobson, Tim Rose) - 10:35

## Listplaceringar
- Billboard 200, USA: #24[1]
- RPM, Kanada: #22[2]